# Соколов, Леонид Викторович
Леонид Викторович Соколов (21 марта 1949 — 17 августа 2024) — российский орнитолог.

## Биография
Леонид Соколов родился в глубоко религиозной семье, что препятствовало его поступлению в пионеры и комсомольцы и вело к неприятностям в школе. Ещё школьником он стал посещать зоологический кружок при Ленинградском университете, которым руководил известный орнитолог Георгий Александрович Носков.
В 1966 году он поступил на Биолого-почвенный факультет Ленинградского государственного университета. Избран старостой студенческого зоологического кружка, стал членом совета молодых учёных ЛГУ. Участвовал в организации и проведении школьных биологических олимпиад.
В 1971 году, окончил кафедру зоологии позвоночных Биолого-почвенного факультета ЛГУ поступил на работу старшим лаборантом в лабораторию наземных позвоночных животных Биологического научно-исследовательского института ЛГУ в Старом Петергофе под руководством Г. А. Носкова. На незадолго до этого организованном стационаре «Гумбарицы» на юго-восточном берегу Ладожского озера начал изучение направленности миграционных перемещений птиц в экспериментах в так называемыми «круглых клетках», принимал там участие в отлове и кольцевании птиц. Через полтора года перешёл на работу на биостанцию «Рыбачий».
С 1973 по 2024 год младший, старший (1992), ведущий (1993) и главный (2009) научный сотрудник Биологической станции «Рыбачий» ЗИН АН СССР-РАН на Куршской косе. До 2009 года был директором биостанции.
Как сообщает В. А. Паевский, диссертация у Соколова была готова уже к 1981 году, но «защита его кандидатской диссертации при уже напечатанном автореферате была беспрецедентно отменена самим руководителем — Дольником под благовидным, но явно наспех надуманным научным предлогом. Однако спустя три года та же самая диссертация с тем же руководителем была благополучно защищена». В 1983 году Л. В. Соколов защитил кандидатскую диссертацию на соискание учёной степени кандидата биологических наук по теме «Формирование связи с территорией будущего гнездования (филопатрии) у перелетных воробьиных птиц», а в 1993 году диссертацию на соискание учёной степени доктора биологических наук по теме «Филопатрия перелётных птиц».
Избран членом Центрального Совета Мензбировского орнитологического общества. Член Российского общества сохранения и изучения птиц (РОСИП), в 2015–2017 годах его вице-президент.
Последние годы много сил уделял популяризации орнитологии, читая лекции во время Дней наблюдений птиц, на экологическом празднике «Птичьи перезвоны» и т. п.. Проводил экскурсии для многочисленных туристов на стационаре «Фрингилла».

### Научные интересы
Основные научные интересы связаны филопатрией, дисперсией, популяционной динамикой у птиц. Они также охватывали фенологию и влияние климата на орнитофауну, изучение проблем ориентации и навигации птиц.
Последние годы научная работа Л. В. Соколова была связанная с современными методами телеметрии перемещений птиц с помощью систем спутникового наблюдения. При сотрудничестве с датскими орнитологами Л. В. Соколов и его коллеги изучали миграционные пути обыкновенных кукушек, летящих в Африку из Восточной Европы и Северной Азии. Было выяснено, что камчатские обыкновенные кукушки мигрируют на самую большую дистанцию, зарегистрированную для наземных птиц — 17 тысяч километров.

### Интересы вненаучные
Автор юмористических рассказов, объединённых в серии «Ненаучные труды» или «Байки для посвящённых», которые он публикует под псевдонимом Леонид Акципитер. Долгое время был президентом пивного клуба «К-102», состоящего из его однокурсников и «примкнувших к ним» ценителей этого напитка.

## Научные труды

### Книги
- Соколов Л. В. 1991. Филопатрия и дисперсия птиц. Труды Зоологического ин-та. Т. 230. Санкт-Петербург. 232 с.
- Соколов Л. В. 1991. Почему перелетные птицы возвращаются домой. Изд-во «Наука», М.173 с.
- Sokolov L. V. 1997. Philopatry of migratory birds. Reviews. In.: Physiology and General Biology Reviews. Harwood Academic Publishers. Publ. In The Netherlands. 60 p.
- Соколов Л. В. 2010. Климат в жизни растений и животных. С-П. «Тесса». 343 с.

## Рассказы
- Леонид Акципитер. Байки для посвященных. СПб, 1999.

## Награды
- 2013 почётная грамота РАН «за многолетний добросовестный труд и практический вклад в проведение фундаментальных научных исследований»[1].

## Комментарии
1. ↑  В. А. Паевский перечисляет директоров биостанции "Рыбачий": Лев
Белопольский (1956-1967), Виктор Дольник (1967-1989), Александр Бардин (1989-1992) и Казимир Большаков  (1992-дата не указана)